# Agence des systèmes d'information et du numérique (Bénin)
L’Agence des Systèmes d'Information et du Numérique en abrégé ASIN est un établissement public à caractère social et scientifique créé par décret No 2022-324 du 1er juin 2022 portant la fusion de l'Agence de Développement du Numérique (ADN), de l'Agence des Services et Systèmes d'Information (ASSI), de l'Agence Nationale de la Sécurité des Systèmes d'Information (ANSSI) et de l'Agence Béninoise du Service Universel des Communications Électroniques et de la Poste (ABSUCEP) et approbation de ses statuts. L’Agence est placée sous la double tutelle du ministère du numérique et de la digitalisation et du ministère de l'économie et des finances. À sa tête se trouve Marc André Loko qui en est le directeur général et également président du Conseil d'administration de la Société Béninoise d’Infrastructures Numériques (SBIN),,,,,,.

## Composition, attributions, organisation et fonctionnement
La composition, les attributions, l’organisation et le fonctionnement de l’ASIN sont définis par la loi no 2020-20 du 02 septembre 2020 portant création, organisation et fonctionnement des entreprises publiques en République du Bénin et de l'Acte uniforme de l'OHADA relatif au droit des sociétés commerciales et des groupements d'intérêt économique. L'Agence des Systèmes d'Information et du Numérique est dotée de la personnalité morale et de l'autonomie financière.

## Mission et attributions

### Mission
L'ASIN a pour mission la mise en œuvre opérationnelle des projets relatifs au secteur du numérique.

## Organisation et fonctionnement
L'ASIN est composée d'un Conseil d'administration composé de cinq membres à savoir :
- un représentant de la Présidence;

- deux représentants du ministère chargé du numérique;

- deux représentants du ministère chargé des finances[1].

Les membres du Conseil d'administration sont nommés par décret pris en Conseil des ministres, sur proposition des structures représentées, pour un mandat de trois ans renouvelables.
Elle est également composée de : 
- une Direction Générale;
- une Personne Responsable des Marchés Publics;
- une Commission d'ouverture et d'évaluation des offres.

L'actuel président du Conseil d'administration de l'ASIN est le Ministre de l’Économie et des Finances Romuald Wadagni.

## Siège
Le siège social de l'Agence des Systèmes d'Information et du Numérique est fixé à Cotonou. Il peut être transféré en tout autre lieu du territoire national par décision du Conseil des ministres et sur proposition du Conseil d'administration.